# 卡里·阿尔基武奥
卡里·阿尔基武奥（芬蘭語：Kari Arkivuo；1983年6月23日—）是一位芬蘭足球運動員，在場上的位置是左後衛和右後衛。他現在效力於瑞典足球超級聯賽球隊赫根足球會。他也是芬蘭國家足球隊的一員。